# Allium sanbornii
Allium sanbornii är en amaryllisväxtart som beskrevs av Alphonso Wood. Allium sanbornii ingår i släktet lökar, och familjen amaryllisväxter.

## Underarter
Arten delas in i följande underarter:
- A. s. congdonii
- A. s. sanbornii